# Merge și-așa
Merge și-așa este un film românesc de animație și live action din 2022 scris și regizat de Valentin Urziceanu. Rolurile principale au fost interpretate de actorii Florin Mititelu, Ioana Calotă și George-Ioan Hodor. Este distribuit de Mockra Productions. Premiera a avut loc pe 3 iunie 2022.

## Distribuție
Sursa:
- Florin Mititelu - Giani
- Valentin Urziceanu - manager / șoferul / regizorul / scenaristul
- George Lambru - producătorul / polițist 2 / ofițer barieră
- Ioana Calotă - Eva / Marie
- Alexandru Ferariu - Ion
- George Hodor - Abi / ofițerul
- Lucian Corchiș - tatăl
- Alin Vlăduca - tehnic
- Mircea Dina - secretar / soldat biserică 2
- Vasile Filipescu - Polițist 1 / germanul
- Mihnea Chelaru - prizonier / soldat biserică 1 / soldat barieră
- Daniela Ioniță Marcu - contesa / Martha
- Mircea Dina
- Adrian Dima - Grigore / rus 2
- Kristina Cepraga - mătușa / Adrian
- Ion Kivu - ofițer SS
- Laura Anghel - Laura
- Irina Ungureanu - Stela